# Ayr (Nebraska)
|  | Per a altres significats, vegeu «Ayr (desambiguació)». |

Ayr és una població dels Estats Units a l'estat de Nebraska. Segons el cens del 2000 tenia 98 habitants.

## Demografia
Segons el cens del 2000, Ayr tenia 98 habitants, 40 habitatges, i 32 famílies. La densitat de població era de 222,6 habitants per km².
Dels 40 habitatges en un 35% hi vivien nens de menys de 18 anys, en un 70% hi vivien parelles casades, en un 2,5% dones solteres, i en un 20% no eren unitats familiars. En el 17,5% dels habitatges hi vivien persones soles el 2,5% de les quals corresponia a persones de 65 anys o més que vivien soles. El nombre mitjà de persones vivint en cada habitatge era de 2,45 i el nombre mitjà de persones que vivien en cada família era de 2,72.
Per edats la població es repartia de la següent manera: un 26,5% tenia menys de 18 anys, un 5,1% entre 18 i 24, un 27,6% entre 25 i 44, un 29,6% de 45 a 60 i un 11,2% 65 anys o més.
L'edat mediana era de 36 anys. Per cada 100 dones de 18 o més anys hi havia 100 homes.
La renda mediana per habitatge era de 48.125 $ i la renda mediana per família de 51.250 $. Els homes tenien una renda mediana de 31.250 $ mentre que les dones 16.250 $. La renda per capita de la població era de 16.179 $. Cap de les famílies i el 4,5% de la població estaven per davall del llindar de pobresa.

## Poblacions més properes
El següent diagrama mostra les poblacions més properes.